# سمان جزر الكناري
سمان جزر الكناري (الاسم العلمي: Coturnix gomerae) (بالإنجليزية: Canary Islands Quail)‏ هو أحد أنواع طيور سمان العالم القديم من فصيلة التدرجية وجدت في جزر الكناري.